# Chiesa di San Tommaso (Briga Novarese)
L'antica chiesa di San Tommaso a Briga Novarese, posta su un'altura distante circa un chilometro dal centro del paese, fu costruita verso l'anno Mille: è un bell'esempio di architettura romanica in area campestre. L'interesse artistico della chiesa è legato soprattutto al ciclo di affreschi interni risalenti alla prima metà dell'XI secolo.

## Storia e struttura della chiesa
La costruzione della chiesa risale almeno all'XI secolo; i suoi affreschi testimoniano la rilevanza che essa doveva già aver assunto in quegli anni
Decaduta nel tempo la sua importanza, essa fu di fatto abbandonata e lasciata decadere. Il suo recupero si deve all'opera dell'architetto Carlo Nigra – celebre per la progettazione di alcune ville del Lago d'Orta – che nel 1918 ne perorò e diresse gli importanti lavori di restauro conservativo.
La struttura della chiesa è molto semplice: si tratta di un edificio ad aula unica, con facciata a capanna e con un'abside semicircolare decorata da lesene e da archetti pensili, nella quale si aprono due profonde finestre a feritoia. Sulla facciata si nota il segno della sopraelevazione eseguita nei restauri 1918 per mettere in posa il nuovo tetto di piode (sottili lastre di pietra). Le murature sono composte da pietrame, tranne alcuni irregolari motivi di mattoni. Appoggiato alla chiesa, vi ergeva un campanile che, ormai pericolante, venne abbattuto nel 1910. 
La navata non possiede volte; il tetto è a capriate.

## Gli affreschi

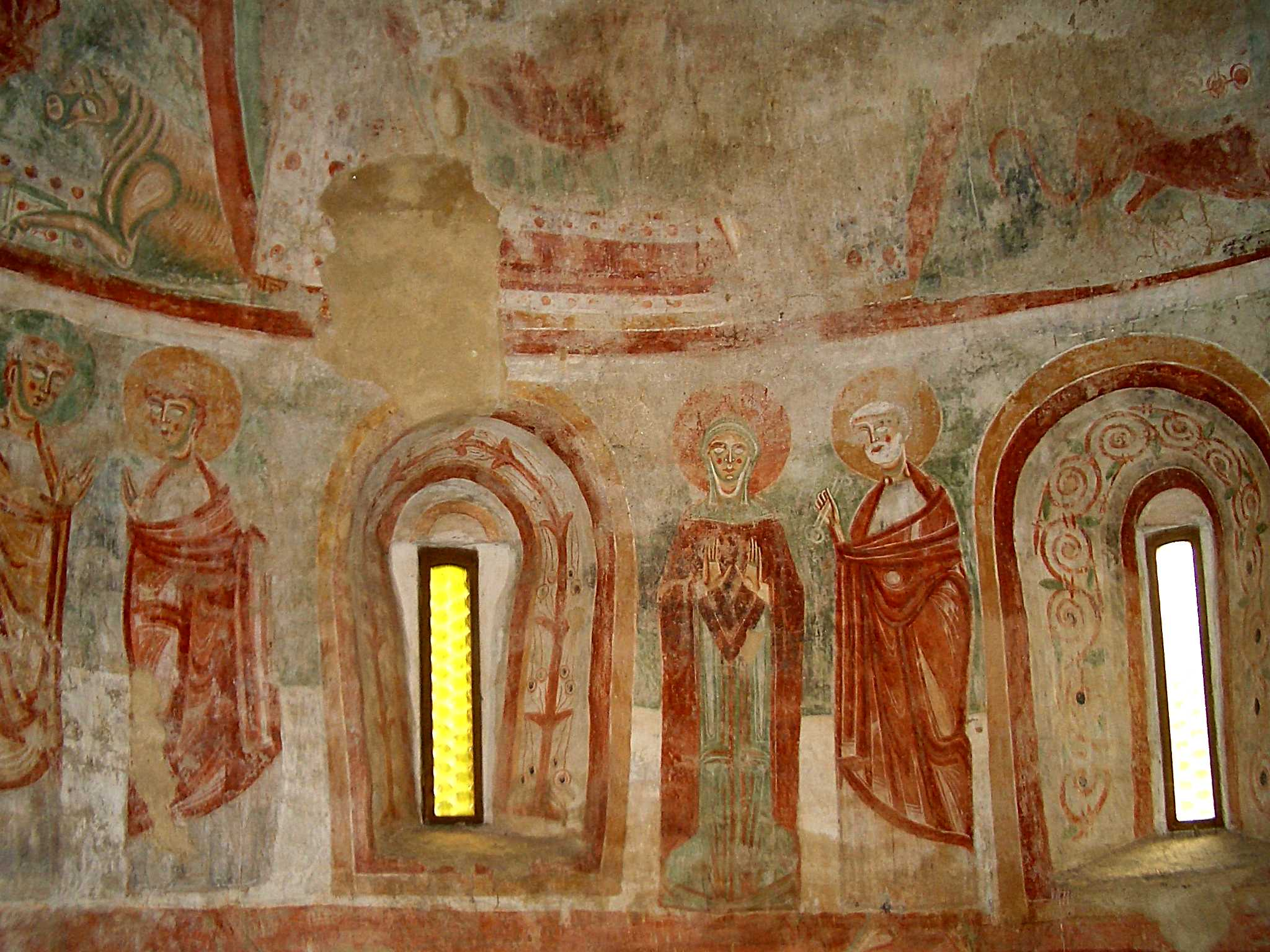
Gli affreschi dell'abside

Dal punto di vista artistico, l'elemento di maggior interesse è dato dalla presenza di affreschi che gli storici dell'arte datano, in maniera sufficientemente concorde, all'inizio dell'XI secolo.
Il programma decorativo commissionato all'ignoto autore degli affreschi segue un modello iconografico già diffuso in epoca ottoniana e che poi continuò per secoli: nel catino dell'abside si riconosce l'immagine del Cristo Pantocratore in una mandorla di luce e circondato dai simboli degli Evangelisti (il cosiddetto Tetramorfo). Nel cilindro absidale, poste in semicerchio, troviamo la Madonna orante posta in posizione centrale, con San Pietro alla sua sinistra, e circondata da altre sette figure di Santi (Apostoli?).
In alto, al centro dell'arco trionfale è posto un tondo che contiene una Colomba dello Spirito Santo; ai suoi lati si riconoscono due angeli dalle ali spiegate; sul pilastro di destra si osserva la figura di un Santo Diacono, identificabile con San Giuliano, mentre è ormai illeggibile l'immagine sull'altro pilastro (che con ogni probabilità doveva essere quella di San Giulio di Orta, fratello di Giuliano).
Il rosso mattone e il verde sono i colori dominanti. Attorno alle figure troviamo un'ampia decorazione fatta di motivi geometrici, con greche e nastri intrecciati variamente colorati, secondo modelli decorativi che riscontriamo già nell'arte dell'epoca ottoniana.
Le immagini presenti manifestano connotazioni stilistiche tipiche dell'arte romanica, con i contorni delle figure vigorosamente sottolineati, con gli occhi spalancati, le guance dai pomelli marcatamente arrossati e i nasi affilati. Ben poca attenzione naturalistica è posta nel disegno delle estremità.
Molte, nelle vesti e negli atteggiamenti dei personaggi raffigurati, sono le parentele iconografiche con lo stile bizantino: la Madonna orante, sta in piedi con le mani rivolte a chi guarda, in una posizione ieratica e reca in testa il "maphorion", il velo delle vergini bizantine; le figure dei santi che la circondano indossano una veste bianca e una tunica rossa che nasconde loro, nelle ampie pieghe, una delle mani, in segno di riverenza di fronte alla Madonna.

## Galleria d'immagini

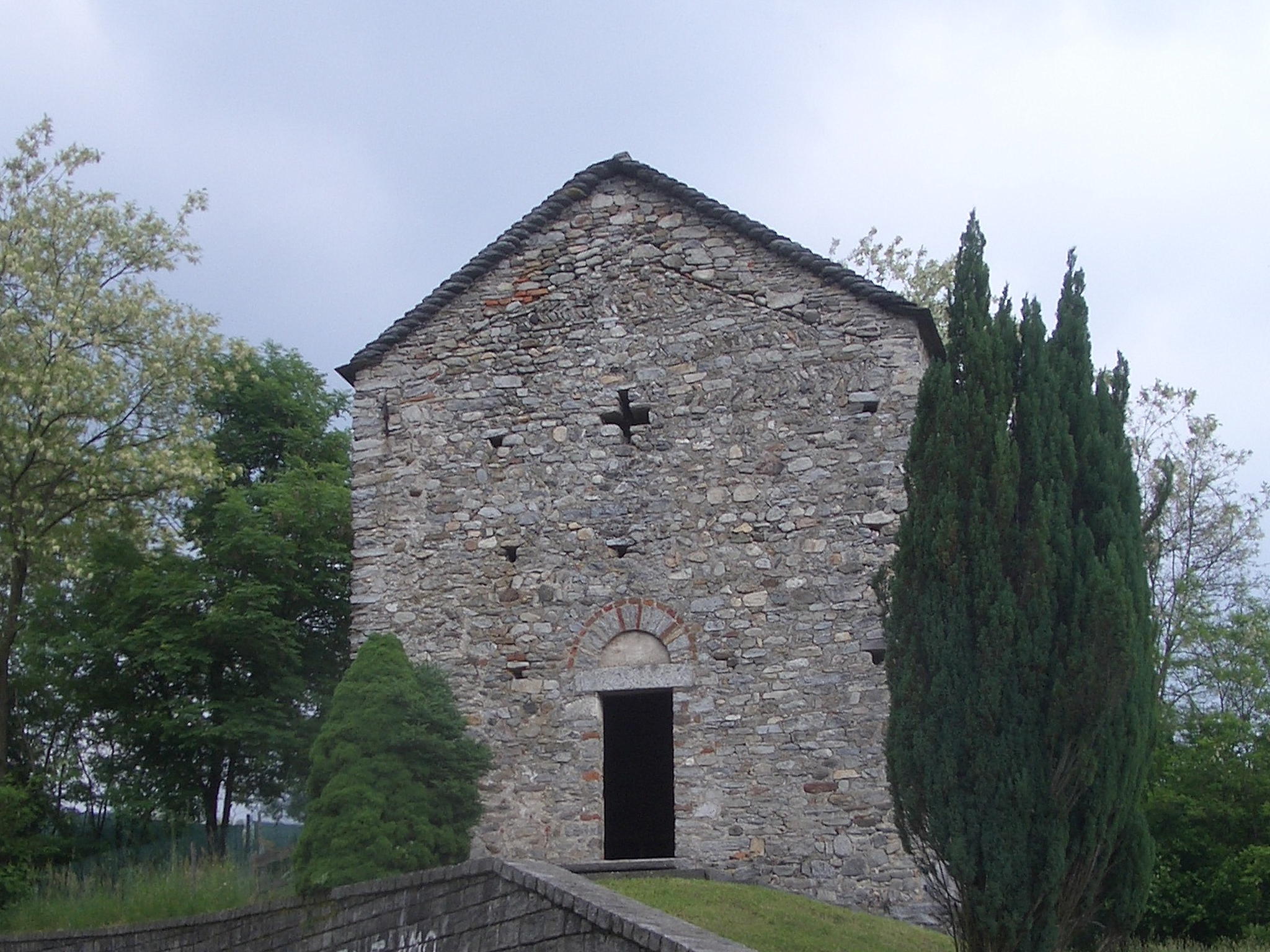
La facciata della chiesa
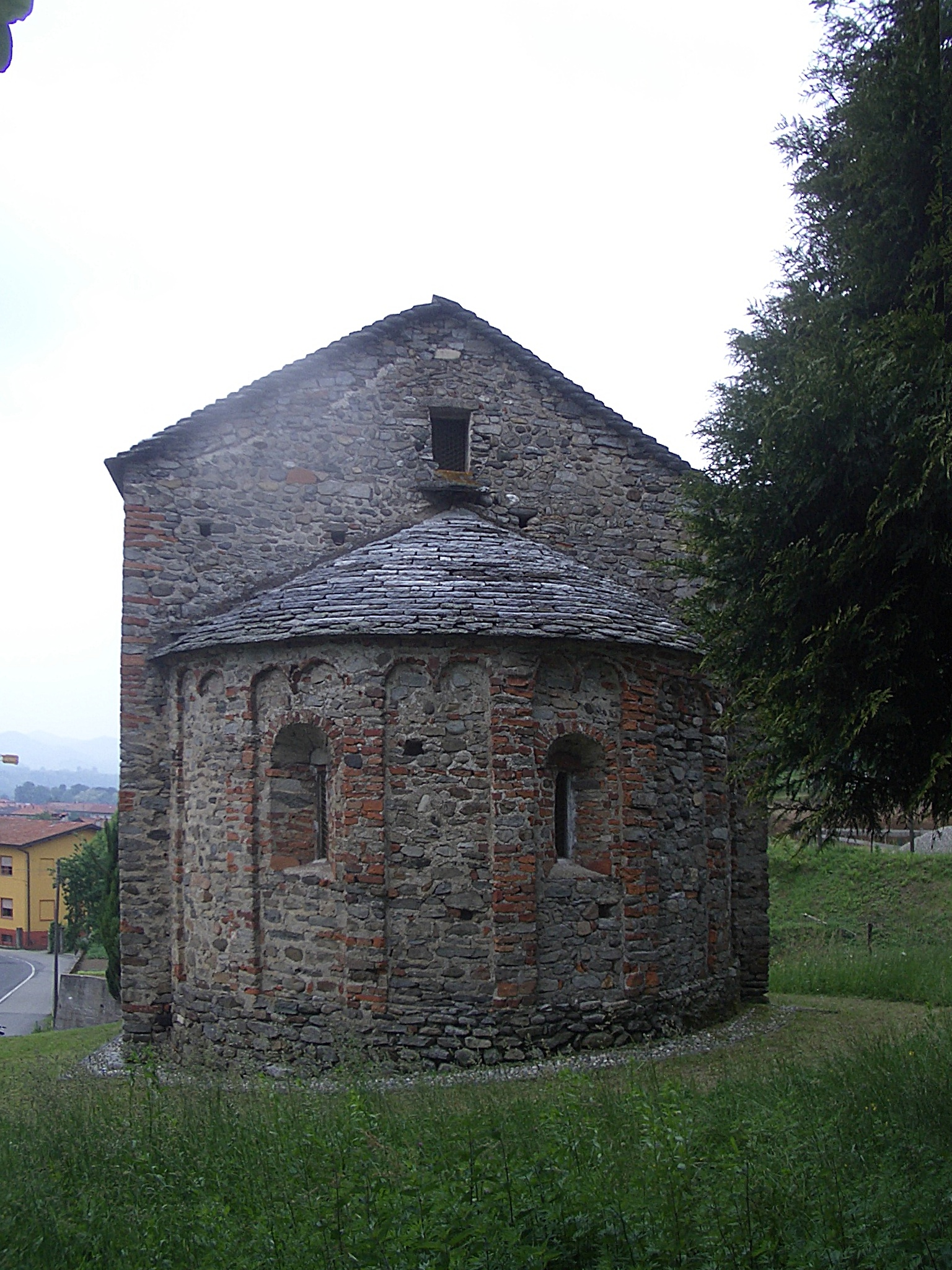
L'abside della chiesa
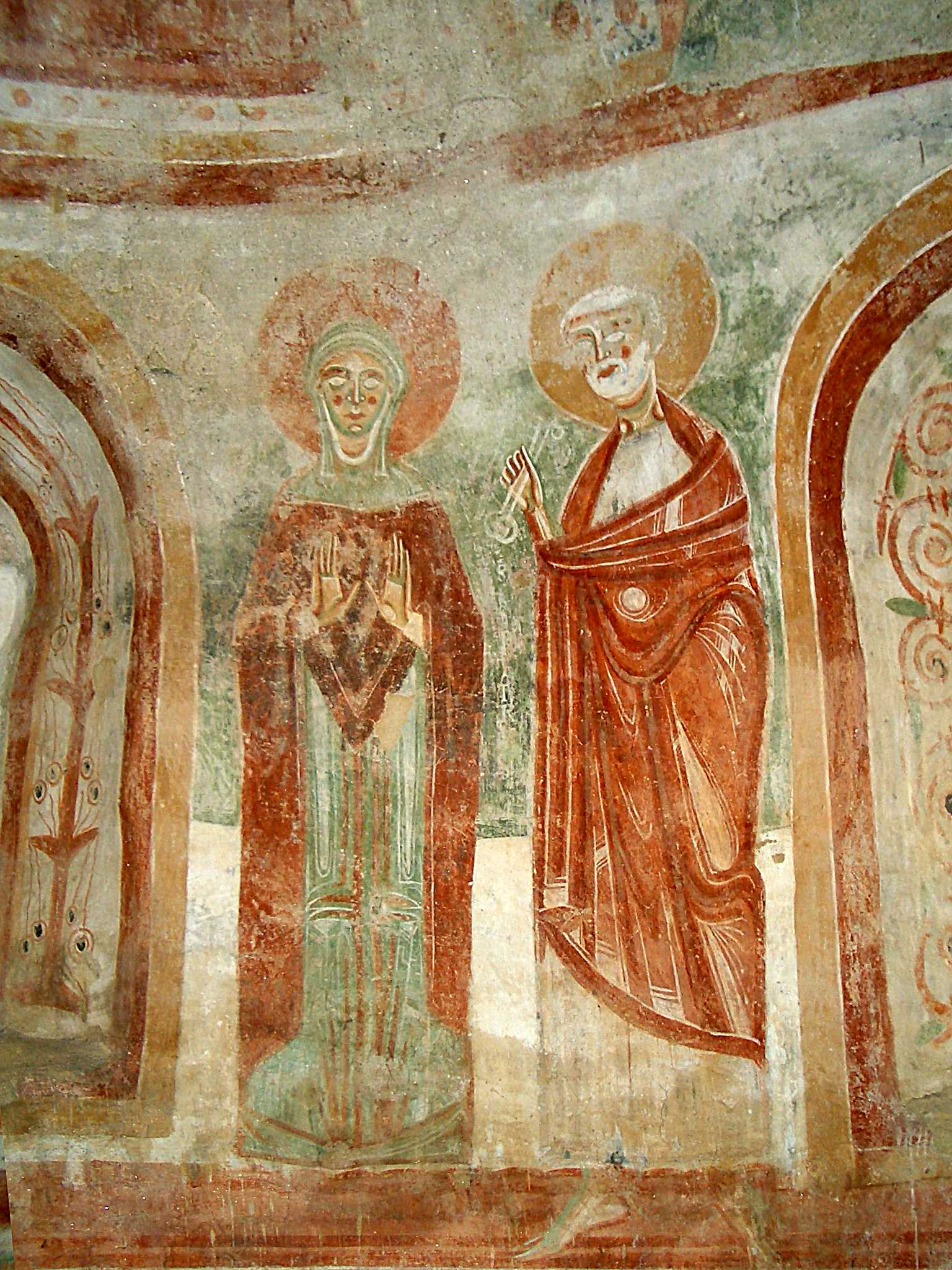
Ignoto, Maria orante e San Pietro, secolo XI
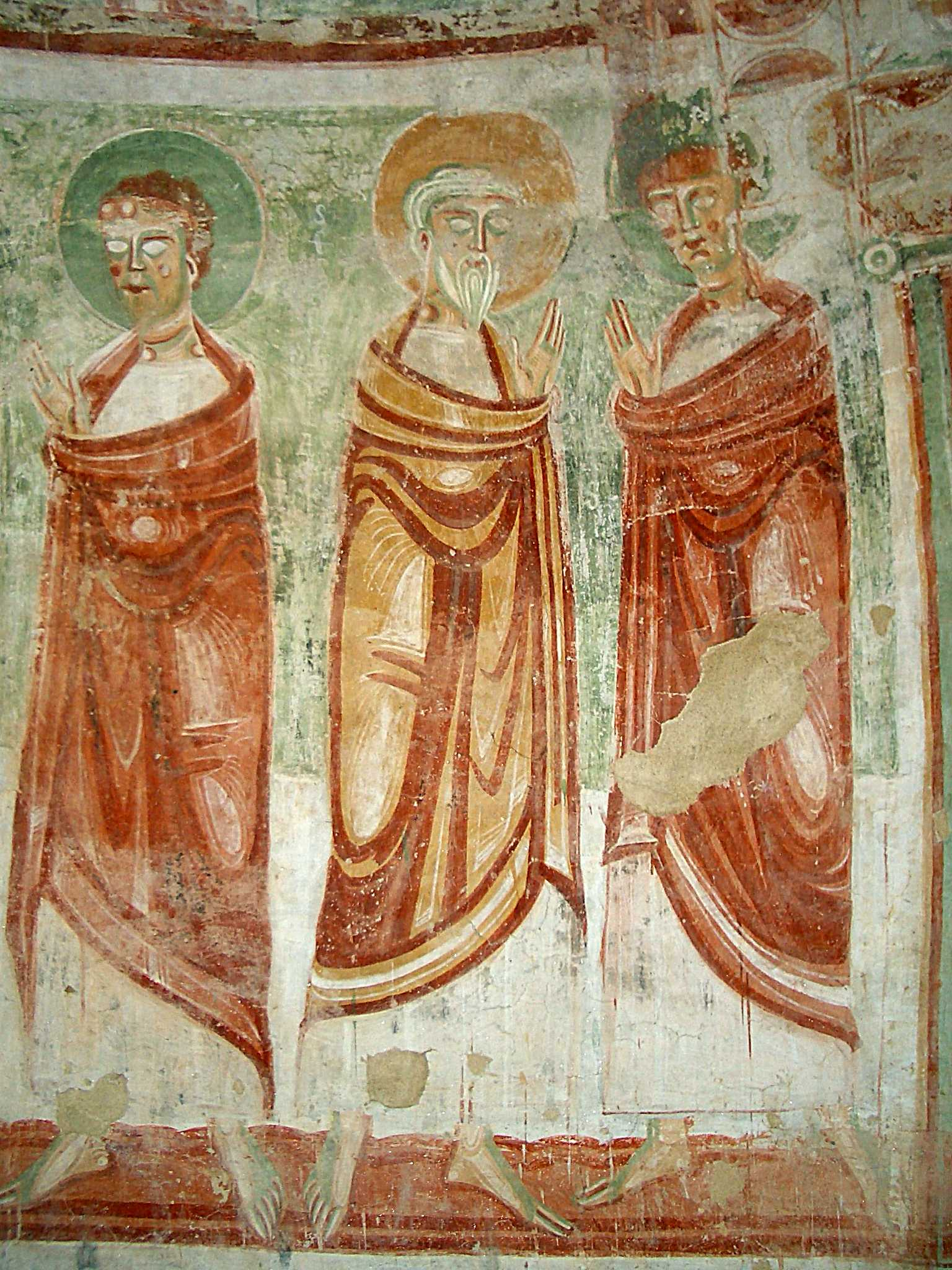
Ignoto, Figure di Santi, secolo XI